# Femke Meines
Femke Meines (Tuitjenhorn, 11 de mayo de 2000) es una cantante neerlandesa que representará a su país en el Festival de la Canción de Eurovisión Junior 2012 con la canción "Tik Tak Tik".

## Biografía
Femke Meines nació en Tuitjenhorn (Países Bajos) el 11 de mayo del año 2000.
En el año 2011, se presentó a los cástines de Junior Songfestival (programa de la cadena holandesa AVRO para escoger al representante del país en el Festival de Eurovisión Junior), pero no consiguió clasificarse para la fase final.
En 2012, lo vuelve a intentar y finalmente es la seleccionada para representar a Países Bajos en el Festival de la Canción de Eurovisión Junior 2012 el 1 de diciembre en Ámsterdam.